# JT-60

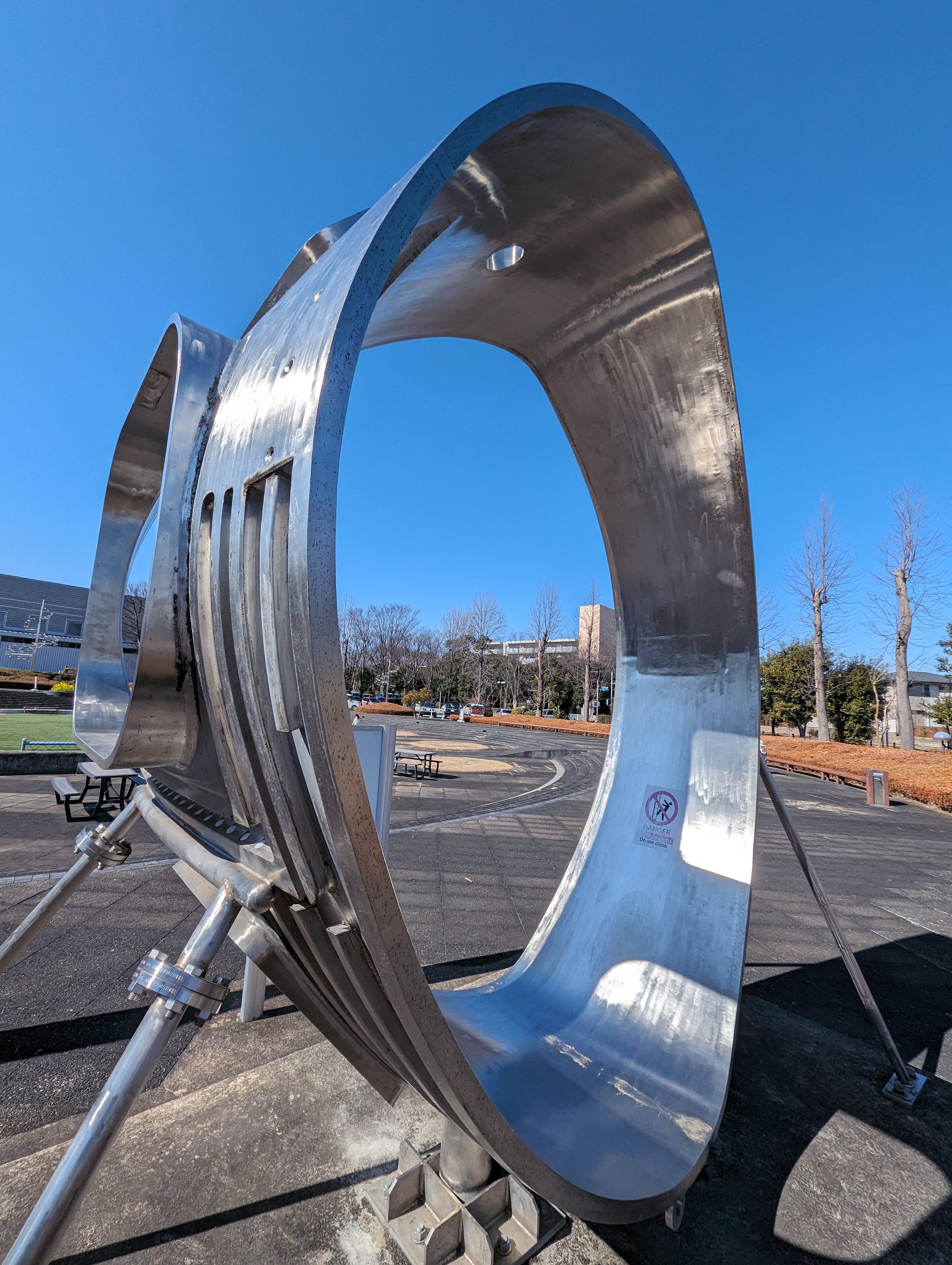
つくばエキスポセンターに屋外展示されている、J-60製作のために試作された真空容器の一部

JT-60は、日本の磁場封じ込め型核融合実験装置である。日本原子力研究所（JAERI、後に日本原子力研究開発機構を経て量子科学技術研究開発機構）が1985年から運用している。「JT」はJAERI Tokamak、「60」は計画当初のプラズマ体積60立方メートルに由来する。当時最高水準の核融合積(温度・密度・閉じ込め時間の積)を樹立した。
{\displaystyle (1.77\times 10^{28}\ \mathrm {K\cdot s\cdot m^{-3}} =1.53\times 10^{21}\ \mathrm {keV\cdot s\cdot m^{-3}} })

## 概要
JT-60はトカマク型でD型の断面で欧州のJETに似ている。実験結果はITERに反映されている。
1998年、重水素プラズマで良好な成績を収めた。JT-60ではトリチウムは使用していない。トリチウムを使用した場合、投入エネルギーと発生エネルギーの比(Q)は1.25になることが予想される。核融合反応の持続にはQは1よりもはるかに大きい値が必要である。
2006年5月9日、日本原子力研究開発機構は28.6秒プラズマの持続に成功したと発表した。2004年の16.5秒の記録を塗り替えた背景には安定した磁場を作るために用いたフェライト部品の貢献がある。

## 後継機
JT-60は、日本と欧州連合によって締結された「幅広いアプローチ（正式名称：「核融合エネルギーの研究分野における、ブローダー・アプローチ活動の共同実施のための政府間協定）」によって、日本原子力研究開発機構と欧州原子力共同体の相互研究成果の持ち寄りによって、改造設置が行われることになった。
正式名称はJT-60SA。2007年に着工し、2020年4月22日に完成が発表された。高さ約16メートル、幅は約13メートルで、2020年4月時点では世界最大の核融合実験装置である。プラズマ体積は、JT-60の約2倍に相当する、133立方メートルになり、初期諸元はプラズマ密度や物理学的な諸元は、ITERに匹敵する予定。なお、この実験装置は、サテライト・トカマク型実験装置として、欧州原子力共同体側からも遠隔運転が出来るようになっている。また、プラズマ閉じ込め用のコイルを超伝導化することで100秒間のフラットトップ時間を得るとともに、プラズマ断面形状の非円形度および三角度をJT-60Uより高くすることで高いβ値が得られるものと期待されている。
最大の目的は、核融合発電の実証を目指して、高いQ値及びβ値の実証的研究を行うことである。ITERの場合には、400秒の核融合反応の維持を目指しているが、JT-60SAでは100秒間の維持を目指している。100秒を目標にしたのは、プラズマの状態が安定するのに100秒かかると考えられており、100秒を維持できるノウハウがあれば原理的には500秒や1000秒以上という次の段階へ進むことも可能という。
諸元は、JT-60の2倍以上の規模になり、様々な改良が施されることになっているが、JT-60の名称がそのまま用いられるのは、JT-60建屋をそのまま再利用することや、これまでのJT-60実験が評価されたためである。
本研究装置の目的は、ITERを補完する実験を行うこと、ITERを支援する実験を行うこと、ITERの実験や原型炉開発のための人材を育成することにある。
平成28年度（2016年度）より原子力機構の核融合開発部門は量研機構に移行した。
クライオスタットベース、超伝導平衡磁場コイル、真空容器、トロイダル磁場コイル、中心ソレノイド（CS）、クライオスタット胴部を設置した。

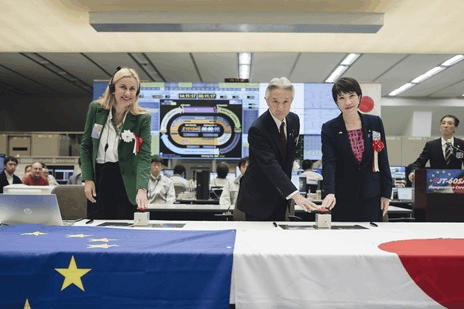
2023年12月1日に行われた、JT-60SA運転開始記念式典。左から、欧州委員（エネルギー担当）のカドリ・シムソン、文部科学大臣の盛山正仁、内閣府特命担当大臣（科学技術政策担当）の高市早苗。

最初のプラズマ「ファーストプラズマ」を着火する統合試験運転を2020年春から実施中で、ファーストプラズマは2020年秋の予定であったが、実験開始後に生じたクライオスタット内での超伝導コイル本体と電路をつなぐコイル接続部の絶縁損傷により、大幅に遅れ、2023年10月23日にファーストプラズマを発生させた。

### 主要仕様
- 装置形式：トカマク型 - トロイダル磁場コイル・ポロイダル磁場コイル・中心ソレノイドは超伝導型
- プラズマ電流：5.5 MA[9]
- トロイダル磁場：2.25 T
- 大半径：2.97 m
- 小半径：1.18 m
- 非円形度：1.93
- 三角度：0.50
- 表面安全係数：3
- プラズマ体積：133 m3
- フラップトップ時間：100 s
- 加熱・電流駆動パワー：41 MW × 100 s
- 垂直入射 NBI：16 MW
- 接線入射(Co) NBI：4 MW
- 接線入射(CTR) NBI：4 MW
- 負イオン源 NBI：10 MW
- 電子サイクロトロン波(ECRH)：7 MW
- プラズマ対向機器熱負荷：15 MW/m2
- 年間中性子発生量：1.5 × 1021

### 設置運営者
- 量子科学技術研究開発機構

### 場所
- 那珂研究所内(茨城県那珂市)

### 関連事業
- 幅広いアプローチ
- KSTAR - 将来的に5分間の高温プラズマの維持を実現を目指す韓国の核融合実験炉[10]。